# Елистратова, Юлия Александровна
Юлия Александровна Елистратова (род. 15 февраля 1988 года в Овруче) — украинская триатлонистка, участница Олимпийских игр 2008, 2012 и 2016 года. Некоторое время выступала под фамилией Сапунова.

## Биография
Выпускница Житомирского государственного агроэкологического университета.
С 2008 по 2010 год была в браке с триатлонистом Даниилом Сапуновым, в этот период выступала под фамилией мужа. В 2015 году вышла замуж за российского триатлониста украинского происхождения Владимира Турбаевского.
Мастер спорта Украины международного класса, призёр Чемпионата мира 2007 года, победительница этапа Кубка Европы и чемпионка Европы по эстафете, которая проходила в Хорватии в 2006 году.
В 2008 году Елистратова получила лицензию на участие в Олимпиаде в Пекине. На Олимпийских играх в триатлоне заняла 24-е место. В 2010 году Елистратова выиграла этап Кубка мира по триатлону в венгерском городе Тисауйварош. В 2012 году она снова отправилась на Олимпиаду, но на этот раз даже не финишировала.
В июле 2013 года на этапе Кубка Европы по триатлону в эстонском Тарту финишировала первой. В октябре 2015 года Юлия Елистратова выиграла золотую медаль Кубка мира по триатлону. Елистратова является обладательницей Кубка Европы 2015 года и занимала первое место в рейтинге триатлонисток Европы. На третьем месте расположилась украинка Инна Рыжих. В 2016 году поехала на свою третью Олимпиаду, где заняла 38-е место.
Указом Президента Украины № 336/2016 от 19 августа 2016 года награждена юбилейной медалью «25 лет независимости Украины».
На Олимпиаде в Токио спортсменку временно отстранили от участия в соревнованиях из-за подозрений в употреблении допинга .